# Senegals håndboldforbund
Senegals håndboldforbund er det senegalesiske håndboldforbund. Forbundets hovedkvarter ligger i landets hovedstad Dakar. Forbundet er medlem af det afrikanske håndboldforbund, Confédération Africaine de Handball (CAHB) og det internationale håndboldforbund, International Handball Federation (IHF). Forbundet har ansvaret for herrelandsholdet og damelandsholdet.